# Saint-Germain-de-Tallevende-la-Lande-Vaumont
Saint-Germain-de-Tallevende-la-Lande-Vaumont era una comuna francesa situada en el departamento de Calvados, de la región de Normandía, que el 1 de enero de 2016 pasó a ser una comuna delegada de la comuna nueva de Vire-Normandie al fusionarse con las comunas de Coulonces, Maisoncelles-la-Jourdan, Roullours, Truttemer-le-Grand, Truttemer-le-Petit, Vaudry y Vire.
Es, junto con  Saint-Remy-en-Bouzemont-Saint-Genest-et-Isson y Beaujeu-Saint-Vallier-Pierrejux-et-Quitteur la comuna con el nombre más largo de Francia (38 letras).

## Demografía
| Gráfica de evolución demográfica de Saint-Germain-de-Tallevende-la-Lande-Vaumont entre 1800 y 2014 |
| |

Los datos demográficos contemplados en este gráfico de la comuna de Saint-Germain-de-Tallevende-la-Lande-Vaumont se han cogido de 1800 a 1999 de la página francesa EHESS/Cassini, y los demás datos de la página del INSEE.